# Giuseppe Savoldi
Giuseppe Savoldi (Gorlago, 21 januari 1947) is een voormalig Italiaans profvoetballer en trainer. In 1975 werd hij de duurste voetballer uit de geschiedenis, nadat hij voor twee miljard lire (1,5 miljoen euro) de overstap maakte van Bologna naar Napoli.

## Carrière
Savoldi begon zijn professionele loopbaan in 1965 bij Atalanta Bergamo. Vervolgens speelde hij van 1968 tot 1975 bij Bologna, waar hij tijdens het seizoen 1972/73 met 17 doelpunten gedeeld topscorer van de Serie A werd samen met Gianni Rivera en Paolo Pulici.
In 1975 maakte Savoldi voor een recordbedrag van twee miljoen lire de overstap naar Napoli. Daar bleef hij vier jaar voetballen totdat hij in 1979 terugkeerde naar Bologna. Bij zijn oude club raakte hij echter in 1980 betrokken bij het Totonero-schandaal (bekend van Paolo Rossi) en dit kwam hem op een schorsing van 3,5 jaar te staan. Na zijn schorsing speelde Savoldi nog één seizoen bij de club waar hij was begonnen, Atalanta Bergamo.
Ondanks 405 optredens in de Serie A met daarin 168 doelpunten, kwam Savoldi maar vier wedstrijden in actie voor het Italiaanse elftal.

## Familie
Ook zijn jongere broer Gianluigi Savoldi en zoon Gianluca Savoldi waren actief als profvoetballer.

## Erelijst
Met Bologna:
- Coppa Italia: 1969/70, 1973/74
- Anglo-Italian League Cup: 1970

Met Napoli:
- Coppa Italia: 1975/76
- Anglo-Italian League Cup: 1976

Individuele prijzen:
- Topscorer Serie A: 1972/73